# Sphex neoumbrosus
Sphex neoumbrosus là một loài côn trùng cánh màng trong họ Sphecidae, thuộc chi Sphex. Loài này được Jha and Farooqui miêu tả khoa học đầu tiên năm 1996.